# Hanoi Hannah
Hanoi Hannah là biệt danh mà lính Mỹ đặt cho một nhóm các nữ phát thanh viên Việt Nam, những người trong Chiến tranh Việt Nam đã thay nhau đọc những thông báo tuyên truyền trên Đài Tiếng nói Việt Nam (Radio Hanoi) nhằm kêu gọi lính Mỹ từ bỏ cuộc chiến và đòi quyền được trở về nhà. Đây là một phần của chiến tranh tâm lý do nước Việt Nam Dân chủ Cộng hòa thực hiện. Trong nhóm này, nữ phát thanh viên chính là Trịnh Thị Ngọ (sinh năm 1931, mất năm 2016); do đó, bài này chủ yếu nói về bà.

## Tiểu sử
Trịnh Thị Ngọ sinh ở phố cổ Hàng Bồ, Hà Nội. Có sự thiếu thống nhất giữa các nguồn về năm sinh của bà, có báo ghi năm 1931, báo khác lại ghi 1933. Bà là con của nhà tư sản Trịnh Đình Kính được mệnh danh là "ông hoàng thủy tinh Đông Dương". Bà thi đậu tú tài tiếng Pháp, sau đó theo học tiếng Anh cô giáo Lucine Hà Văn Vượng (theo tên chồng là ông Hà Văn Vượng). Bộ phim mà bà rất mực yêu thích là Cuốn theo chiều gió đã thôi thúc bà học tiếng Anh để có thể tự mình nghe hiểu lời thoại của phim mà không cần phụ đề. Bà gia nhập Đài tiếng nói Việt Nam năm 1955 và bắt đầu lên sóng hướng đến các thính giả là lính Mỹ sau sự kiện Thủy quân lục chiến Hoa Kỳ đặt chân vào Đà Nẵng.
Năm 1976, bà vào Thành phố Hồ Chí Minh cùng với chồng là chuyên gia thiết bị y tế từng ở Pháp và tiếp tục làm trong Đài Tiếng nói cho tới khi nghỉ hưu.
Bà qua đời ngày 30 tháng 9 năm 2016 tại Thành phố Hồ Chí Minh, hưởng thọ 85 tuổi.

## Lên sóng

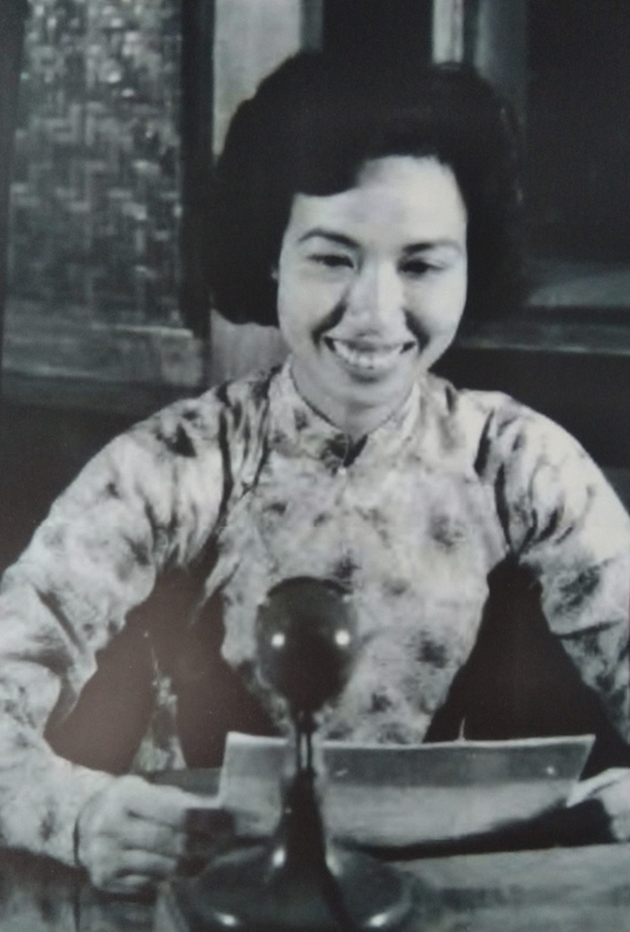
Bà Trịnh Thị Ngọ trong một buổi phát thanh

Dưới tên "Thu Hương", bà lên sóng mỗi ngày ba lần, đối tượng thính giả là lính Mỹ. Cùng với Nguyen Van Tung, bà đọc danh sách những người Mỹ mới chết hay bị bắt, dẫn chứng để thuyết phục lính Mỹ tin rằng sự can thiệp của Hoa Kỳ ở Việt Nam là không chính đáng và trái đạo đức, bà còn phát những bài hát phản chiến nổi tiếng của Mỹ để gợi nỗi nhớ nhà.
Đây là trích dẫn một trong những đoạn văn mà bà thường đọc:
How are you, GI Joe? It seems to me that most of you are poorly informed about the going of the war, to say nothing about a correct explanation of your presence over here. Nothing is more confused than to be ordered into a war to die or to be maimed for life without the faintest idea of what's going on. (Hanoi Hannah, ngày 16 tháng 6 năm 1967)
Dịch ra tiếng Việt:
Chào các chàng lính Mỹ vô danh. Tôi thấy dường như hầu hết các anh được biết rất ít thông tin về diễn biến của cuộc chiến, lại càng thiếu một lời giải thích đúng đắn vì lẽ gì mình phải ở đây. Không có gì mơ hồ bằng việc được lệnh dấn thân vào một chiến trường đối mặt cái chết hoặc thương tật cả đời mà không có lấy một ý niệm nhỏ nhất về chuyện gì đang diễn ra.
Bên cạnh đài Armed Forces Radio của Hoa Kỳ và đôi khi BBC World Service của Anh, nhiều lính Mỹ cũng bắt những chương trình của Hanoi Hannah để nghe nhạc và những đoạn tuyên truyền vì mục đích giải trí. Các trại tù binh bật đài Radio Hanoi để tuyên truyền cho tù binh hiểu về tính phi nghĩa của cuộc chiến mà Mỹ gây ra ở Việt Nam. Nhiều khi bà cung cấp nhiều chi tiết hơn các chương trình Mỹ về những sự kiện bất lợi cho phía quân đội Mỹ hoặc Việt Nam Cộng hòa.
Tiếng nói của bà xuất hiện trong trò chơi máy tính Battlefield Vietnam (2004), trong những khúc Quảng Trị và màn chiếm lại Huế, trên các loa phóng thanh, cũng như ở đoạn đầu nếu chờ sau câu nói của Lyndon B. Johnson.